# Целендорф

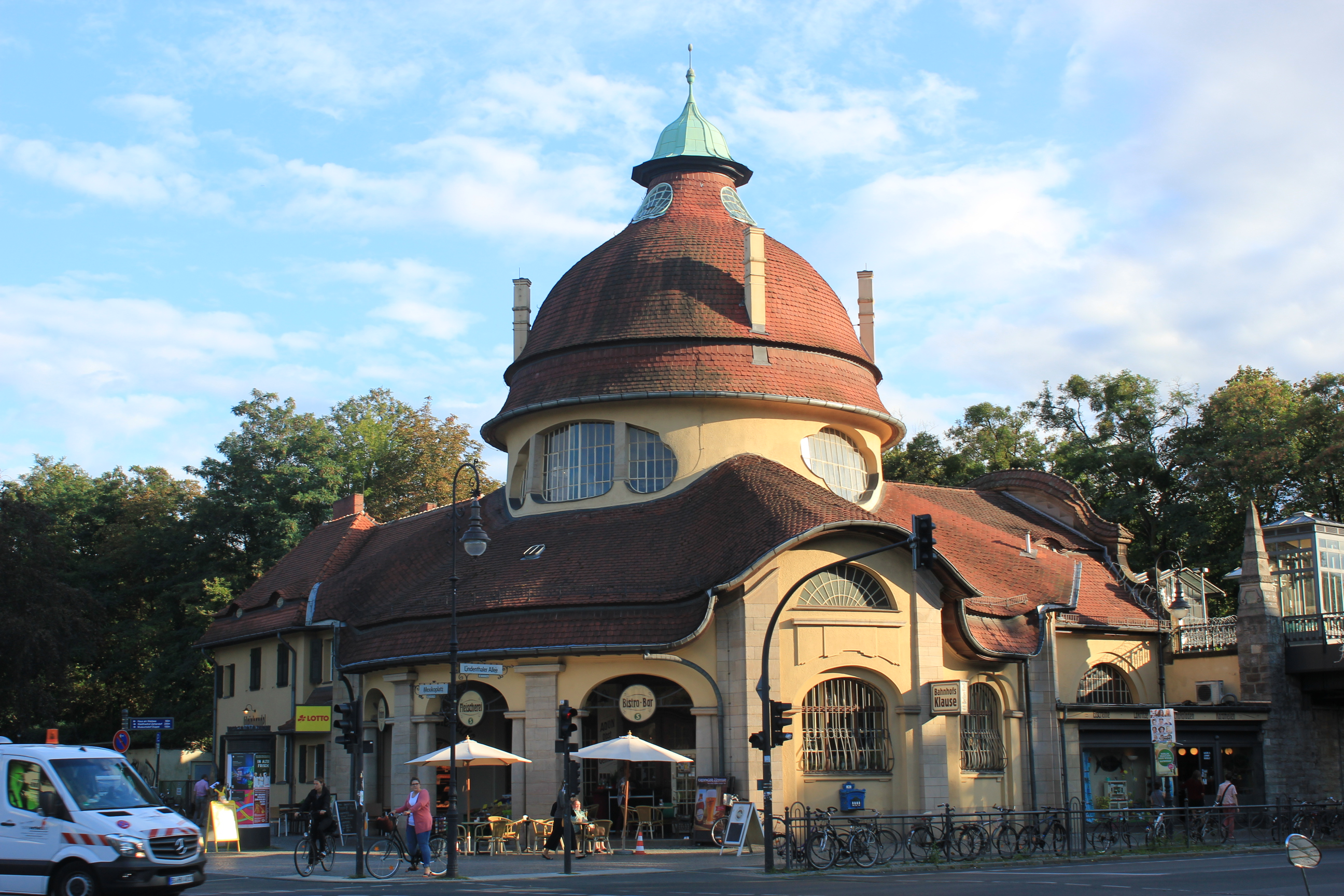
Мексикоплатц

Це́лендорф (нем. Zehlendorf) — район в шестом (после реформы 2001 года) административном округе Берлина Штеглиц-Целендорф. Некогда деревня под Берлином, Целендорф вошёл в состав Большого Берлина в 1920 году. Район находится в центре округа. До реформы имелся самостоятельный округ Целендорф, включавший в себя современные районы Николасзе, Ванзе и Далем.
Целендорф считается одним из самых престижных районов Берлина, с наименьшим процентом безработицы и невысоким процентом мигрантов.